# Тюбяй
Тюбя́й (якут. Түбэй) — село в Сунтарском улусе Республики Саха (Якутия) России. Административный центр Тюбяйского наслега.

## География
Село находится в юго-западной части Якутии, на левом берегу реки Вилюй, на расстоянии примерно 79 км (по прямой) к северо-северо-западу (NNW) от села Сунтар, административного центра улуса.
Климат
Климат характеризуется как резко континентальный. Средняя температура воздуха самого тёплого месяца (июля) составляет 17-18 °C; самого холодного (января) — −34 − −50 °C. Среднегодовое количество атмосферных осадков составляет 250—300 мм.
Часовой пояс
Село Тюбяй находится в часовой зоне МСК+6. Смещение применяемого времени относительно UTC составляет +9:00.

## Население
| 2002 | 2010 | 2021 |
| ---- | ---- | ---- |
| 270  | ↗294 | ↘220 |

Половой состав
По данным Всероссийской переписи населения 2010 года в гендерной структуре населения мужчины составляли 50,3 %, женщины — соответственно 49,7 %.
Национальный состав
Согласно результатам переписи 2002 года, в национальной структуре населения якуты составляли 100 % из 270 чел.

## Улицы
| - пер. А. Осипова, - ул. Вилюйская, - ул. Лесная, - ул. Микрорайон, | - ул. Михаила Иванова, - ул. Н. Данилова, - пер. Парковый, - ул. Т. Осипова, | - ул. Хаппар, - пер. Хатыннаах, - ул. Школьная, - ул. Эльгяйская. |